# Nomada moricei
Nomada moricei là một loài Hymenoptera trong họ Apidae. Loài này được Friese mô tả khoa học năm 1899.